# لوکارتسه
لوکارتسه (به صربی: Lukarce) یک منطقهٔ مسکونی در صربستان است که در بوجانوواچ واقع شده‌است. لوکارتسه ۳۱ نفر جمعیت دارد.